# Meteosat 5
O Meteosat 5, também conhecido por MOP-2, foi um satélite meteorológico geoestacionário europeu construído pela Aérospatiale. Ele esteve localizado na posição orbital de 62,9 de longitude leste e foi operado inicialmente pela Agência Espacial Europeia (ESA) e posteriormente pela EUMETSAT. O mesmo saiu de serviço em abril de 2007 e foi transferido para uma órbita cemitério.

## Lançamento
O satélite foi lançado com sucesso ao espaço no dia 2 de março de 1991, por meio de um veículo Ariane-44LP H10 a partir do Centro Espacial de Kourou, na Guiana Francesa, juntamente com o satélite Astra 1B. Ele tinha uma massa de lançamento de 316 kg.